# Idrissa Laouali
Idrissa Laouali (* 9. November 1979 in Ojia, Gabi) ist ein nigrischer Fußballspieler auf der Position eines Mittelfeldspielers.

## Karriere

### Verein
Laouali begann seine Karriere im Jahr 2002 beim nigrischen Verein AS GNN, wo er zwei Jahre spielte, bevor er 2004 zum nigrischen Verein Sahel SC wechselte. Nach einer Saison wechselte er nach Burkina Faso zu RC Kadiogo Ouagadougou. Dort verblieb er zwei Saisons und wechselte 2007 zu ASFA-Yennenga Ouagadougou.

### Nationalmannschaft
Sein Debüt für die nigrische Auswahl gab er 2002 und bestritt bis zum Afrika-Cup 2013 mindestens 21 Länderspiele.